# Cannondale

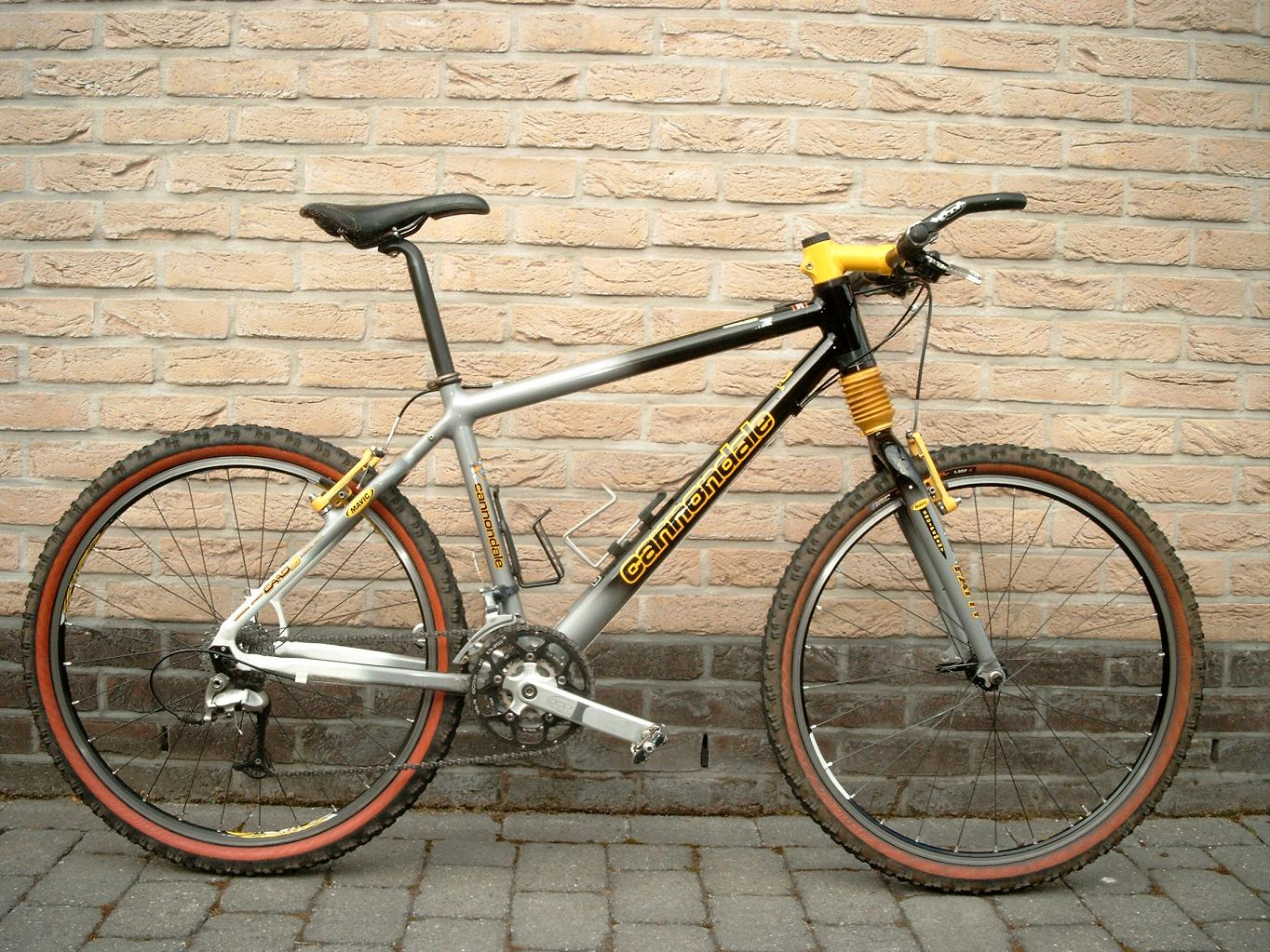
Cannondale F1000 mountainbike met CAAD3 frame uit 1999

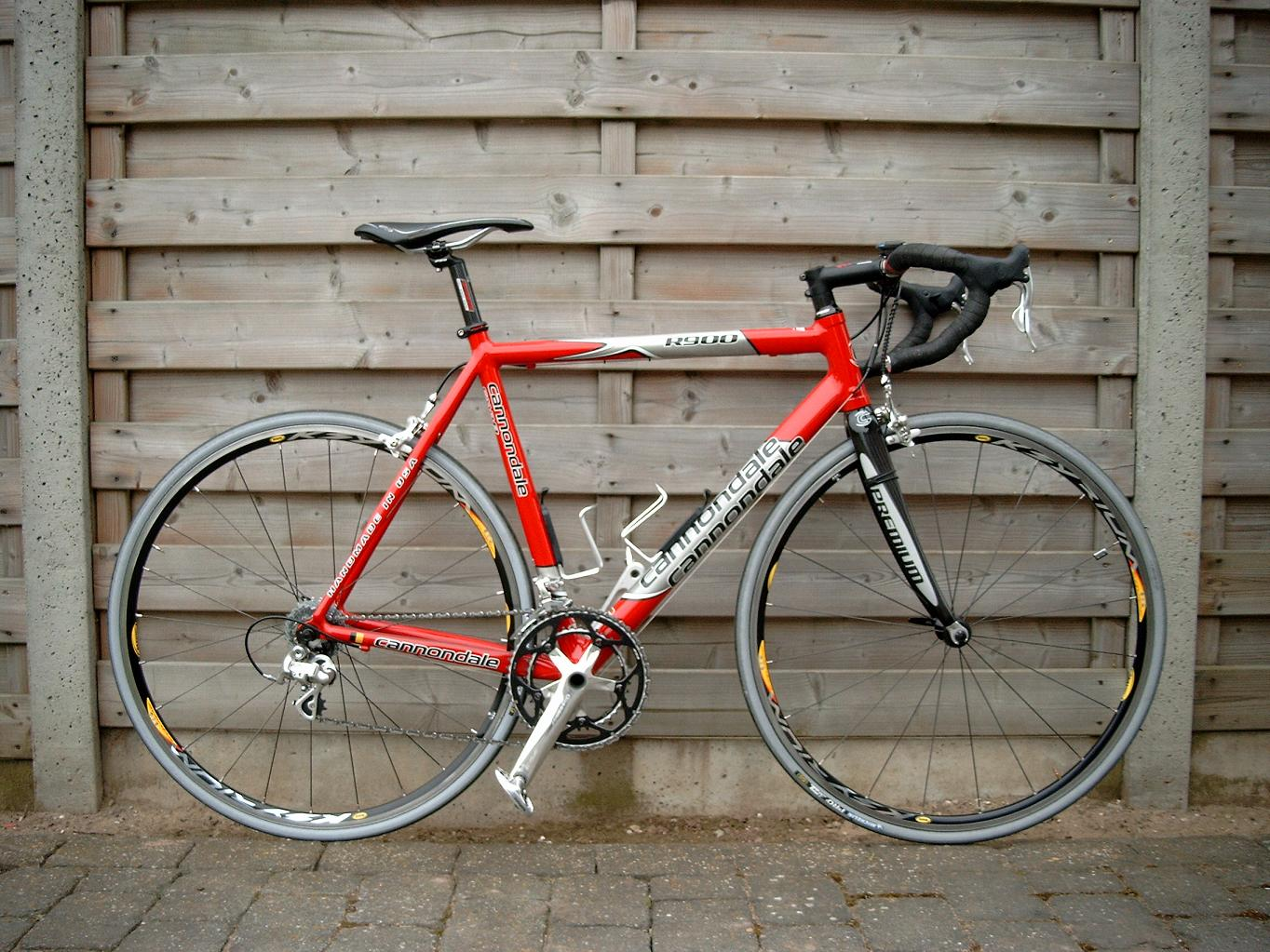
Cannondale R900 koersfiets met CAAD8 frame uit 2005

Cannondale is een Amerikaans merk van mountainbikes en racefietsen dat ook enige jaren motorfietsen produceerde. 
De firma werd opgericht in 1971 door Joe Montgomery. Het merk werd pas echt populair op Europees grondgebied toen in 1997 Ivan Gotti van de Saeco-Cannondaleploeg de Giro won met een Cannondalefiets die voorzien was van een CAAD 3 frame (CAAD = Cannondale Advanced Aluminium Design). In 2004 introduceerde Cannondale tijdens de Giro het superlichte SIX13 carbon frame. Tijdens de Tour De France van datzelfde jaar zorgde deze fiets voor heel wat opschudding daar hij te licht was: men moest de fiets verzwaren om aan het minimum toegelaten gewicht van 6,8 kg te geraken.
In 1999 presenteerde Cannondale een prototype van een offroadmotor met een 400 cc viertaktmotor met injectie en een gedraaide cilinderkop. Als laatste maakte men ook een 432 cc Quad.
In 2003 ging het bedrijf failliet, maar werd overgenomen door ATK.

## Ploegen
- Cannondale Pro Cycling Team (Amerikaanse wielerploeg)